# Jul Maroh
Jul Maroh (Lens, 1 de septiembre de 1985) es una reconocida figura de la historieta en Francia, especialmente por su novela gráfica Le bleu est une couleur chaude (en español: "El azul es un color cálido"), adaptada al cine en 2013 por Abdellatif Kechiche bajo el título de La vida de Adèle.

## Historia
Maroh empezó a dibujar a la edad de seis años, concluyendo su primer cómic a la edad de ocho. Obtuvo una beca para estudiar artes en la E.S.S.A.T (École supérieure des arts appliqués et du textile) de Roubaix, Francia. Luego continuó sus estudios en Bruselas, obteniendo grados en el Institut Saint-Luc y la Académie Royale des Beaux-Arts.
En 2004, a la edad de 19 años, empezó a dibujar Le bleu est une couleur chaude, novela gráfica que sería publicada en 2010 por la editorial Glénat y que ganaría la edición 2011 del Festival Internacional de la Historieta de Angulema. La historia fue llevada al cine en 2013 por el cineasta tunecino Abdelatif Kechiche. Tras su estreno y premio en el Festival de Cannes, Maroh marcó distancia de la adaptación hecha por Kechiche, diciendo que le preocupaba la "banalización de la homosexualidad" de los personajes principales en las escenas explícitas de sexo que presenta el filme.
Jul Maroh es una persona abiertamente no binaria.

## Obras
- El azul es un color cálido (2010)
- Skandalon (2013)
- Cuerpos sonoros (2017)